# The Rookie (filme de 2002)
The Rookie (bra: Desafio do Destino; prt: O Treinador) é um filme estadunidense de 2002, do gênero drama, dirigido por John Lee Hancock.

## Sinopse
O roteiro é baseado na história real de Jim Morris, que teve uma breve, porém famosa, carreira na Major League Baseball.

## Elenco
- Dennis Quaid como Jimmy Morris
- Rachel Griffiths como Lorri Morris
- Jay Hernandez como Joaquin 'Wack' Campos
- Beth Grant como Olline
- Angus T. Jones como Hunter Morris
- Brian Cox como Jim Morris Sr.
- Rick Gonzalez como Rudy Bonilla
- Chad Lindberg como Joe David West
- Angelo Spizzirri como Joel De La Garza
- Royce D. Applegate como Henry
- Russell Richardson como Brooks

## Recepção
No site agregador de críticas Rotten Tomatoes, 84% das 154 resenhas dos críticos são positivas, com uma classificação média de 7,2/10. O consenso do site diz: "Um filme de esportes comovente, The Rookie se beneficia muito da direção discreta e da honestidade emocional que Dennis Quaid traz para o papel de Jim Morris." O Metacritic, que usa uma média ponderada, atribuiu ao filme uma pontuação de 72 em 100, baseado em 31 críticos, indicando "críticas geralmente favoráveis". O público entrevistado pelo CinemaScore deu ao filme uma nota média de "A" em uma escala de A+ a F.
O filme foi reconhecido pelo American Film Institute em 2006 como um dos mais inspiradores.